# Бряг Скот
Бряг Скот (на английски: Scott Coast) е част от крайбрежието на Източна Антарктида, в централната част на Земя Виктория, простиращ се между 74°40’ и 78° ю.ш. и 162°30’ и 165°30’ и.д. Брегът с дължина около 400 km заема част от централния участък на Земя Виктория, попадащ в акваторията на море Рос на Тихоокеанския сектор на Южния океан, между нос Вашингтон на север и п-ов Браун на юг. На север граничи с Брега Борхгревинк, а на юг – с Брега Хилари на Земя Виктория. Крайбрежието е силно разчленено от няколко по-големи залива – Тера Нова, Гик, Шарко, Гранит, Ню Харбър, Макмърдо и др., полуострови и крайбрежни острови – Маркем, Инакпресибъл, Ламплаф, Франклин, Бофорт и Рос. В северната част на Брега Скот е разположен големия шелфов ледник Дригалски, а в южната – крайната северозападна част на най-големия шелфов ледник на Земята – Рос. По цялото протежение на Брега Скот, в меридиално направление се простира планината Принц Албърт част от Трансантарктическите планини на Антарктида. В нея се издигат както надлъжни така и напречни хребети – Керкууд (2149 m), Конвой (2713 m), Вилет (2576 m), Сент Джонс (2604 m), Олимпик, Асхард (2519 m), Кукри, Ройял Сосиети (вр. Листер 4025 m). Западно от планината Принц Албърт е разположено обширно ледниково плато с надморска височина 2400 – 2600 m. Между напречните хребети надолу към море Рос и шелфовия ледник Дригалски се спускат мощни планински ледници – Пристли, Ривс, Дейвид, Харбърд, Моусън, Норденшелд, Отс, Фрая, Маккей, Дебенем, Уилсън, Тейлър, Ферар, Бауерс, Блу и др. Отделни участъци от крайбрежието са свободни от лед, един от които е „оазиса“ Виктория. В неговите „сухи долини“ има незамръзващи езера с температура на водата в долните хоризонти 20 – 25 °C (езерото Ванда, 77°31′47″ ю. ш. 161°34′32″ и. д. / 77.529722° ю. ш. 161.575556° и. д.).
Брегът Скот е открит през януари 1841 г. и частично изследван от британската антарктическа експедиция (1840 – 1842), възглавявана от видния полярен изследовател Джеймс Кларк Рос. През 1902 – 03 и 1910 – 12 г. по време на двете британски антарктически експедиции възглавявани от Робърт Скот крайбрежието и вътрешността на региона са детайлно изследвани и топографски заснети, а след това картирани от участниците в експедицията. През 1961 г. Комитета по антарктическите названия на Нова Зеландия наименува този участък от крайбрежието на Земя Виктория Бряг Скот в чест на Робърт Скот, допринесъл най-много за опознаването на тези райони на Антарктида и където трагично загива.